# Crotalaria alexandri
Crotalaria alexandri är en ärtväxtart som beskrevs av Baker f.. Crotalaria alexandri ingår i släktet sunnhampor, och familjen ärtväxter. Inga underarter finns listade i Catalogue of Life.